# 고순이
고순이(高順伊, 1798년 ~ 1839년 12월 29일)는 조선의 천주교 박해 때에 순교한 한국 천주교의 103위 성인 중에 한 사람이다. 세례명은 바르바라(Barbara)이다.
그녀는 1801년 신유박해로 순교한 고광성의 딸이며, 기해박해로 인해 1840년에 순교한 박종원 아우구스티노의 아내이다.

## 생애
고순이는 1798년에 한양에서 태어났다. 그녀는 4살 때에 천주교 신유박해로 아버지를 여의고 어머니와 함께 살면서 신앙을 지켰다.
그녀는 18세에 박종원에게 시집가서 3남매를 두었다. 그녀의 가족은 모두 독실한 천주교 신자였다. 자녀들은 천주교 교리에 따라 잘 교육받았고, 그 가족은 교우들에게 모범이 되었다. 고순이는 남편의 자선 사업을 도왔고, 냉담교우들을 교회로 돌아오도록 격려하였으며, 문맹의 예비신자들을 가르쳤고, 병자들을 보살폈다. 선교사들이 입국하였을 때, 그녀는 성사를 받을 수 있다는 것에 행복해 했다. 그녀는 덕행과 기도를 늘려가며 순교에 대한 열망을 키웠다.
고순이의 남편 박종원이 체포될 때, 그녀는 남편과 고통을 같이하기 위하여 자수하였는데, 다음 날인 1839년 10월 27일에에 포졸들이 그녀를 체포해 갔다. 그녀는 체포된 것을 특별한 은총이라 여겨 하느님께 감사하였다. 그 부부는 포도청과 형조에서 혹독한 형벌과 고문 속에서도 서로를 격려하였다. 포장은 심문을 위해 그 부부를 함께 불러냈다. 그는 그들에게 배교하기를 요구했지만, 그들은 그것을 거부했고, 따라서 격심한 고문을 받았다. 고순이는 여섯 차례 고문을 받았고 팔과 다리를 움직일 수 없게 되었다. 하지만, 그녀는 결코 용기를 잃지 않았다.
약 20일이 지나고, 고순이는 다시 남편과 함께 매질을 당했다. 그녀는 격심하게 얻어맞아 살가죽이 벗겨지고 뼈가 튀어나왔다. 그녀는 하느님을 위해 죽기를 원했다. 그녀는 동료 수감자들에게 이렇게 말했다. "저는 고문이 두려웠지만, 지금은 성령께서 저 같은 죄인을 축복해 주시므로, 더 이상 두렵지 않습니다. 저는 행복합니다. 저는 죽기가 이렇게 쉬운지 미처 알지 못했습니다."
1839년 12월 29일 고순이는 41세의 나이로 서소문 밖의 형장에서 여섯 명의 교우와 함께 참수됨으로써 남편보다 한달 앞서 순교하였다.

## 시복 · 시성
고순이 바르바라는 1925년 7월 5일에 성 베드로 광장에서 교황 비오 11세가 집전한 79위 시복식을 통해 복자 품에 올랐고, 1984년 5월 6일에 서울특별시 여의도에서 한국 천주교 창립 200주년을 기념하여 방한한 교황 요한 바오로 2세가 집전한 미사 중에 이뤄진 103위 시성식을 통해 성인 품에 올랐다.

## 참고 문헌
- 가톨릭 사전: 고순이 보관됨 2014-12-05 - 웨이백 머신
- Catholic Bishop's Conference Of Korea. 103 Martryr Saints: 고순이 바르바라 Barbara Ko Sun-i